# 0.5 mm
0.5 mm (en japonés: 0.5ミリ)es una película dramática japonesa de 2014 escrita y dirigida por Momoko Andô. Fue estrenada en Japón el 8 de noviembre de 2014.

## Reparto
- Sakura Ando como Sawa Yamagishi.
- Akira Emoto
- Toshio Sakata
- Mitsuko Kusabue
- Masahiko Tsugawa como Makabe.
- Junkichi Orimoto como Kataoka.
- Midori Kiuchi como Yukiko.
- Nozomi Tsuchiya
- Tatsuo Inoue como Yasuo.
- Masahiro Higashide.

## Recepción

### Respuesta crítica
En la revista Variety, Maggie Lee considera que la película es «un trabajo de precisión fresca y atractiva excentricidad».

### Premios
En la edición 36 del Festival de Cine de Yokohama, la película fue seleccionada la tercera mejor película japonesa del año y Momoko Yō ganó el premio al mejor director.
En el certamen 39 de los Hochi Film Awards, la cinta ganó el premio a la mejor película y Masahiko Tsugawa fue condecorado como el mejor actor de reparto.
En la versión 69 de los Mainichi Film Awards, Momoko Andô ganó el premio al mejor guion y Sakura Ando el premio a la mejor actriz.